# Ангелінівка
Ангелі́нівка (у минулому — Сапаритова, Ексапаритова) — село в Україні, у Степанівській сільській громаді Роздільнянського району Одеської області. Населення становить 326 осіб.

## Історія

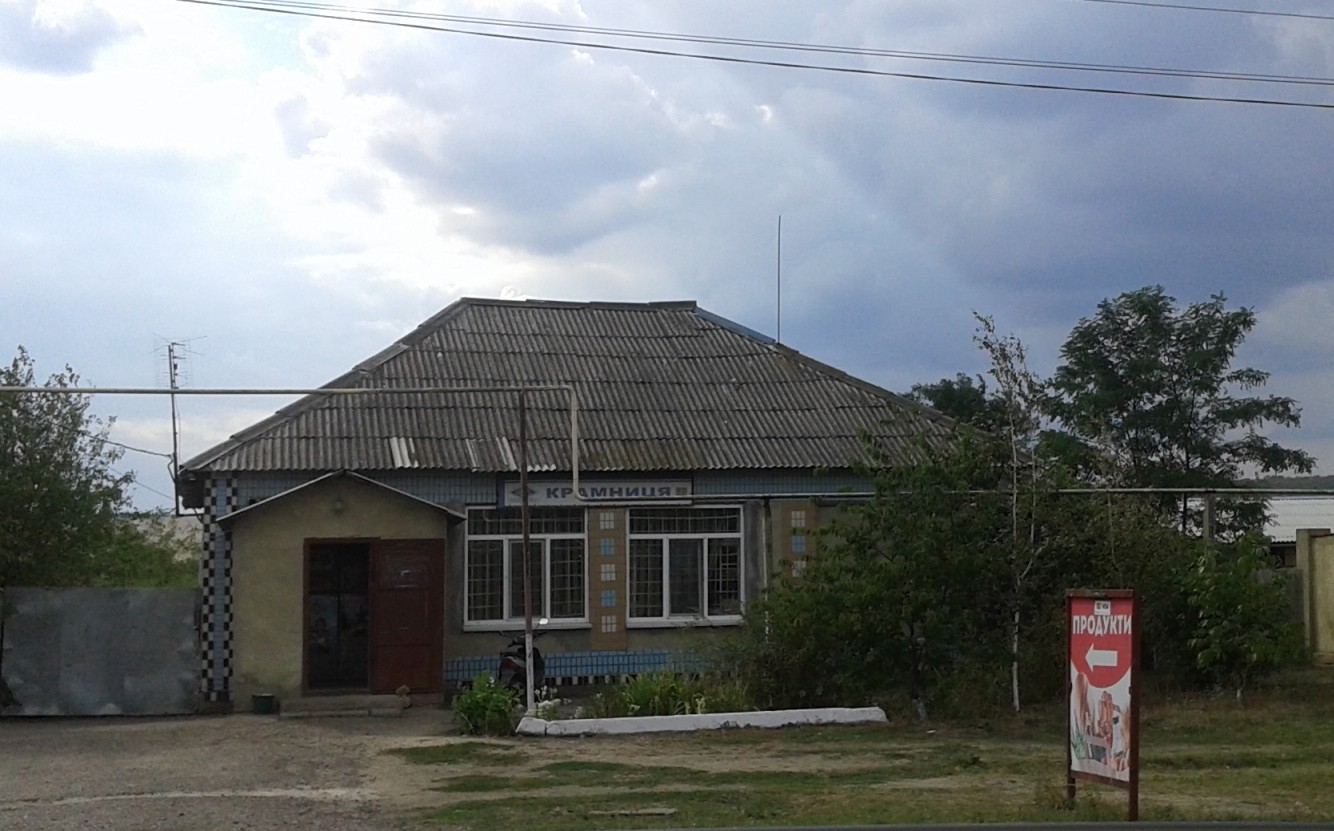

У 1856 році в поселені Ангелінівка поміщика Андріївського було 6 дворів.
В 1859 році у власницькому селищі Ангелінівка (Сапарисова) 1-го стану (станова квартира — містечко Понятівка) Тираспольського повіту Херсонської губернії, було 10 дворів, у яких мешкало 42 чоловіка і 42 жінки.
В 1887 році у селищі Ангелінівка (Ексапаритова) Розаліївської волості Тираспольського повіту Херсонської губернії мешкало 121 чоловік та 119 жінок.
У 1896 році в селищі Ангелінівка (Сапаритова, Ексапаритова) Розаліївської волості Тираспольського повіту Херсонської губернії, було 54 двора, у яких мешкало 293 людини (150 чоловіків і 143 жінки). В населеному пункті була школа, у якій навчався 31 учень (20 хлопців та 11 дівчат).
На 1 січня 1906 року у селищі Ангелінівка (Ексапаритова, Сапаритова) Понятівської волості Тираспольського повіту Херсонської губернії, яке розташоване ліворуч Кучургану, були суспільні наділи колишніх поміщичих селян; проживали малороси; був сільський староста; земська школа; існували колодязі; 62 двора, в яких мешкало 349 людей (181 чоловік і 168 жінок).
У 1916 році в селищі Ангелінівка Понятівської волості Тираспольського повіту Херсонської губернії, мешкало 218 людей (95 чоловік і 123 жінки).
Станом на 28 серпня 1920 р. в селищі Ангелінівка (Сапаритове, Сопоритова, Ексамаритова) Розаліївської волості Тираспольського повіту Одеської губернії, було 62 домогосподарства. Для 62 домогосподарів рідною мовою була російська. В селищі 315 людей наявного населення (148 чоловіків і 167 жінок). Родина домогосподаря: 145 чоловіків та 166 жінок (родичів: 3 й 1 відповідно). Тимчасово відсутні: солдати Червоної Армії — 16 чоловіків, на заробітках — 1 жінка.
На 1 вересня 1946 року село входило до складу Деминської сільської Ради.
У першій половині 1960-х років до складу Ангелініви увійшло колишнє село Долинське.

## Населення
Згідно з переписом УРСР 1989 року чисельність наявного населення села становила 258 осіб, з яких 109 чоловіків та 149 жінок.
За переписом населення України 2001 року в селі мешкало 278 осіб.

### Мова
Розподіл населення за рідною мовою за даними перепису 2001 року:
| Мова       | Відсоток |
| ---------- | -------- |
| українська | 88,13 %  |
| російська  | 8,27 %   |
| молдовська | 2,52 %   |
| інші       | 1,08 %   |